# Okrug Alytus
Okrug Alytus (litavski: Alytaus apskritis) je jedan od deset okruga u Litvi. Središte okruga je grad Alytus. Dana 1. srpnja 2010. okružna uprava je ukinuta, a od tog datuma, Okrug Alytus ostaje teritorijalna i statistička jedinica.

## Zemljopis
Okrug Alytus nalazi se na jugu zemlje, na zapadu graniči s Poljskom, a na jugu s Bjelorusijom. Susjedni okruzi su Marijampolė na zapadu, Kaunas na sjeveru i Vilnius na istoku.

## Općine
Okrug Alytus je podjeljen na pet općina, od kojih je jedna gradska.
- Grad Alytus
- Općina Alytus
- Općina Varena
- Općina Druškininkaj
- Općina Lazdijaj

## Vanjske poveznice
- Službene stranice okruga